# Cineworld (Kinokette)
Cineworld Group plc ist eine internationale Kinokette mit Hauptsitz in London (Vereinigtes Königreich).

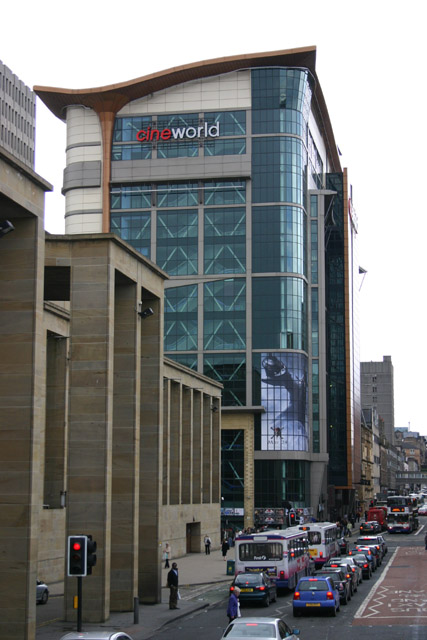
Cine World in Glasgow

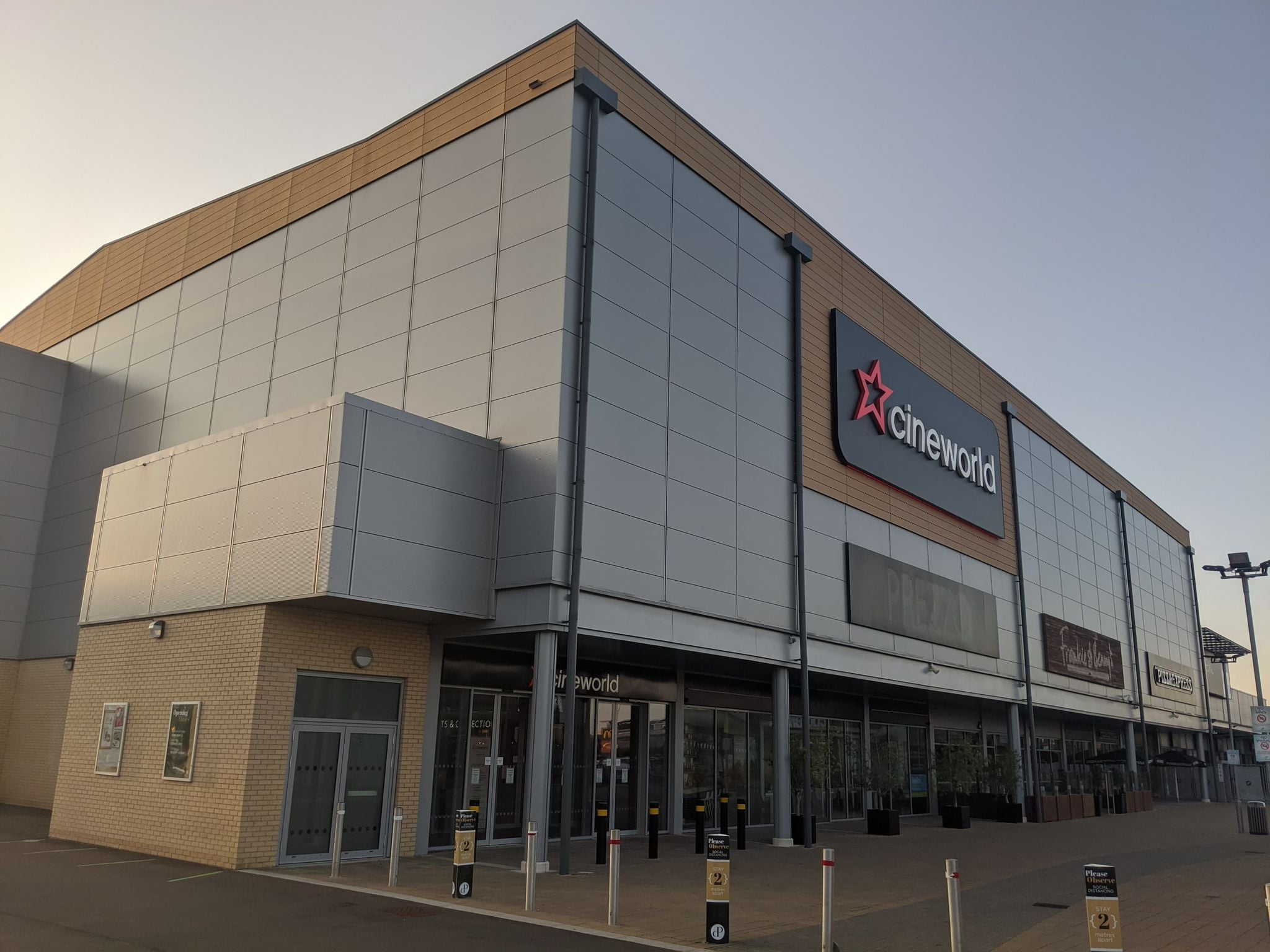
Cineworld im DaltonPark, nahe Seaham

## Umfang
Das Unternehmen ist an der Londoner Börse notiert. Mit über 9.000 bespielten Leinwänden in mehr als 700 Kinos in zehn Ländern und 28.000 Mitarbeitern ist sie hinter AMC Theatres die zweitgrößte Kinokette weltweit (Stand 2022). Der Umsatz der Gruppe belief sich 2021 auf über 1,8 Milliarden Britische Pfund. Vorsitzende ist Alicja Kornasiewicz, CEO ist Moshe Greidinger.
Zur Cineworld-Gruppe gehören:
- Cinema City International (größte Kinogruppe in Mittel-Osteuropa und Israel)
- Picturehouse Cinemas
- Digital Cinema Media (50 %)
- Regal Cinemas (USA)

## Geschichte
Cineworld wurde 1995 gegründet. 2018 übernahm Cineworld die dreimal größere US-amerikanische Kette Regal Cinemas. Im Jahr 2020 vereinbarte Cineworld die Übernahme der kanadischen Kinokette Cineplex, trat wegen des Ausbruchs der COVID-19-Pandemie jedoch im Juni 2020 von dem Kauf zurück. Daraufhin verklagte Cineplex Cineworld wegen Vertragsbruchs, ein kanadischer Richter verurteilte Cineworld zu einer Strafe von  annähernd 1 Milliarde US-Dollar. Zum Jahresende 2021 meldete Cineworld aufgelaufene Schulden von insgesamt 8,9 Milliarden US-Dollar, die hauptsächlich aus der Übernahme von Regal Cinemas stammen.
Am 7. September 2022 beantragte Cineworld für seine Geschäfte in den Vereinigten Staaten ein Insolvenzverfahren nach Chapter 11.